# Sieć Badawcza Łukasiewicz – PORT Polski Ośrodek Rozwoju Technologii
Sieć Badawcza Łukasiewicz – PORT Polski Ośrodek Rozwoju Technologii (Łukasiewicz – PORT) – instytut naukowo-badawczy we Wrocławiu będący częścią Sieci Badawczej Łukasiewicz. Instytut koncentruje się na innowacjach technologicznych i interdyscyplinarnych badaniach naukowych, wspierających rozwój nowych technologii, szczególnie w dziedzinie zdrowia, biotechnologii i inżynierii materiałowej. 
W Łukasiewicz – PORT działają trzy centra badawcze: Centrum Diagnostyki Populacyjnej, Centrum Inżynierii Materiałowej i Centrum Nauko o Życiu i Biotechnologii oraz instytutowe Centrum Laboratoriów. 
W 18 grupach badawczych 159 naukowców z Polski i zagranicy realizuje aktualnie ponad 50 projektów badawczych o łącznej wartości ponad 270 mln zł. 
Siedzibą instytutu jest historyczny, zielony kampus na wrocławskich Praczach.

## Krótka historia jednostki
Łukasiewicz – PORT utworzony został w 2019 roku w wyniku przekształcenia spółki PORT Polski Ośrodek Rozwoju Technologii Sp. z o.o., wcześniej działającej jako Wrocławskie Centrum Badań EIT+ Sp. z o.o.
W 2007 r. Gmina Wrocław, Województwo Dolnośląskie oraz pięć uczelni wyższych: Politechnika Wrocławska, Uniwersytet Wrocławski, Uniwersytet Medyczny we Wrocławiu, Uniwersytet Przyrodniczy we Wrocławiu i Uniwersytet Ekonomiczny we Wrocławiu powołały spółkę Wrocławskie Centrum Badań EIT+ Sp. z o.o. W 2017 r. nastąpiła zmiana struktury właścicielskiej – wszystkie udziały zostały nabyte przez Skarb Państwa, a wykonywanie jego uprawnień zostało powierzone Ministrowi Nauki i Szkolnictwa Wyższego. W 2018 r. spółka zmieniła nazwę na PORT Polski Ośrodek Rozwoju Technologii Sp. z o.o., zaś w 2019 r. została przekształcona w instytut Sieci Badawczej Łukasiewicz i zmieniła nazwę na: Sieć Badawcza Łukasiewicz – PORT Polski Ośrodek Rozwoju Technologii.

## Działalność instytutu
Instytut prowadzi badania naukowe, zarówno aplikacyjne, jak i podstawowe, w dziedzinach inżynierii materiałowej i biotechnologii. Jest budowany w oparciu o wzorce takich zagranicznych instytucji badawczo-rozwojowych, jak Industrial Technology Research Institute na Tajwanie, VTT Technical Research Centre of Finland czy Vlaams Instituut voor Biotechnologie w Belgii.
Działalność badawcza ŁUKASIEWICZ – PORT organizacyjnie opiera się na pracy dwóch centrów naukowych – Materials Science & Engineering Center (inżynieria materiałowa) i Life Science & Biotechnology Center (biotechnologia i biomedycyna). W obrębie każdego z nich funkcjonują kierowane przez liderów międzynarodowe grupy badawcze, realizujące prace w zakresie tematyki badawczej danego centrum, oraz laboratoria pomiarowe (Core Facilities). Instytut dysponuje ponad 24 tysiące metrów kwadratowych powierzchni i aparaturą badawczą.
Instytut jest wspomagany przez międzynarodowy zespół zewnętrznych ekspertów, który ma wpływ na wybór i ocenę liderów grup badawczych. W gronie tym znaleźli się: prof. Shūji Nakamura (Uniwersytet Kalifornijski w Santa Barbara), prof. dr hab. Janusz Bujnicki (Międzynarodowy Instytut Biologii Molekularnej i Komórkowej w Warszawie), prof. dr hab. Jakub Gołąb (Uniwersytet Warszawski), prof. dr hab. n. med. Przemysław Juszczyński (Instytut Hematologii i Transfuzjologii w Warszawie) i dr Maciej Drożdż. Z kolei w Radzie Instytutu zasiadają m.in.: prof. dr Anja-Verena Mudring (Uniwersytet Sztokholmski), prof. dr Mark H. Rümmeli (IFW Dresden), prof. dr George P. Studzinski (New Jersey Medical School, Rutgers University), prof. dr Bruno Viana (Chimie ParisTech Research Institute).
Instytut rozwija współpracę z uczelniami wyższymi, inicjując i współuczestnicząc w realizacji projektów naukowych oraz prac badawczych i rozwojowych. W instytucie realizowanych są również doktoraty wdrożeniowe.

### Obszary aktywności naukowo-badawczej

#### Materials Science & Engineering Center
1. technologie półprzewodnikowe
  - wytwarzanie azotkowych warstw epitaksjalnych[7][8]
  - wytwarzanie przyrządów (emitery, detektory, tranzystory, sensory)[7][9]
2. fotonika
  - wytwarzanie komponentów fotonicznych[9][10]
  - luminescencyjne nanoproszki i barwniki[9]
3. materiały funkcjonalne
  - wielofunkcyjne powłoki i warstwy[11]
  - nowoczesne kompozyty[11]
  - biopolimery[12]

#### Life Science & Biotechnology Center
1. immunologia[13][14][15]
  - w obszarze onkologicznym
  - w obszarze chorób zakaźnych[16][17]
2. neurobiologia
  - dysfunkcje układu nerwowego
3. onkologia
  - identyfikacja celów terapeutycznych[18][19][20]
4. biomedycyna[21][22][23]

#### Unikatowe przedsięwzięcia

##### Biobank – Krajowy Ośrodek Wiodący
Ważnym obszarem działań instytutu jest prowadzenie Biobanku – Krajowego Ośrodka Wiodącego, należącego do Europejskiej Infrastruktury Badawczej Biobanków i Zasobów Biomolekularnych BBMRI-ERIC i współtworzącego konsorcjum BBMRI.pl i Polską Sieć Biobanków.

##### Zarządzanie programem WIB
ŁUKASIEWICZ – PORT jest również operatorem Wirtualnego Instytutu Badawczego. Odpowiada za przeprowadzenie konkursu oraz inne zadania związane z funkcjonowaniem WIB, w tym również za komercjalizację wyników prac zespołów badawczych.

#### Współpraca biznesowa i naukowa
Instytut podejmuje współpracę w zakresie realizacji wspólnych projektów, badań i innych usług z międzynarodowymi koncernami, opracowującymi m.in. nowe metody leczenia (Roche, Pfizer, Amgen) czy urządzenia (LG Electronics), polskimi firmami (np. Grupą Azoty Puławy, KGHM Cuprum, Synthos S.A., PCO S.A., Selvita S.A., Pure Biologics, Advanced Graphene Products), jak i z lokalnymi start-upami, rozwijającymi nowatorskie technologie (np. SensDx, XTPL).
ŁUKASIEWICZ – PORT współpracuje przy realizacji projektów z polskimi i zagranicznymi ośrodkami naukowymi, między innymi:
- z Soochow University w Suzhou (Chiny), Wuhan University – analizy i opracowywanie analizy materiałów dwuwymiarowych;
- z University of Texas Health Science Center w Houston – wykonywanie analiz lipidomicznych;

Instytut rozwija również współpracę z polskimi ośrodkami naukowymi, między innymi:
– z Gdańskim Uniwersytetem Medycznym, Uniwersytetem Łódzkim, Uniwersytetem Medycznym im. Piastów Śląskich we Wrocławiu, Warszawskim Uniwersytetem Medycznym, Uniwersytetem Medycznym w Lublinie i Regionalnym Centrum Naukowo-Technologicznym – przy tworzeniu Polskiej Sieci Biobanków;
– z Warszawskim Uniwersytetem Medycznym i Instytutem „Pomnik – Centrum Zdrowia Dziecka” przy projekcie dot. genetycznych chorób siatkówki;
– z Politechniką Wrocławską przy projekcie tworzenia nowych rozwiązań do laserów opartych na ciekłych kryształach;
– z Instytutem Niskich Temperatur i Badań Strukturalnych PAN, Politechniką Wrocławską, Zachodniopomorskim Uniwersytetem Technologicznym w Szczecinie i Uniwersytetem Wrocławskim przy realizacji doktoratów wdrożeniowych i praktyk studenckich.

## Historia
Zabytkowy kompleks, którego część to dziś budynki ŁUKASIEWICZ – PORT, powstał w 1902 r. jako Miejski Dom Opieki – zakład dla ubogich i nieuleczalnie chorych (Stadtpflegeheim, Städtische Heilstätte, Armen- und Siechenhaus). W latach 20. XX w. kompleks został przeznaczony na szpital przeciwgruźliczy z sanatorium. W latach 40. kompleks pełnił funkcję szpitala przeciwgruźliczego z sanatorium, a po upadku twierdzy Breslau, w latach 1945–1947, koszarów Armii Czerwonej. Od roku 1947 budynki kompleksu były siedzibą Szkoły Przysposobienia Przemysłowego i Technikum Mechanicznego, a w latach 1954–2003 – Zespołu Szkół Rolniczych. W 1963 r., podczas epidemii ospy prawdziwej, na terenie zespołu zorganizowano izolatorium. Zespół Szkół Rolniczych w 2003 r. przekształcono w Zespół Szkół Ochrony Środowiska, zlikwidowany w 2007 r.
W 2007 r. kompleks budynków stał się własnością powołanego w tym roku Wrocławskiego Centrum Badań EIT+ Sp. z o.o. – spółki Gminy Wrocław, pięciu uczelni wyższych: Politechniki Wrocławskiej, Uniwersytetu Wrocławskiego, Uniwersytetu Medycznego we Wrocławiu, Uniwersytetu Przyrodniczego we Wrocławiu i Uniwersytetu Ekonomicznego we Wrocławiu oraz samorządu województwa dolnośląskiego. W ramach realizacji projektu Dolnośląskie Centrum Materiałów i Biomateriałów Wrocławskiego Centrum Badań EIT+ rewitalizowano 3 budynki zabytkowego kompleksu na Praczach Odrzańskich i przystosowano je do funkcji laboratoriów badawczych. Powstał też zupełnie nowy budynek laboratoryjny. Największe projekty badawcze realizowane przez WCB EIT+ to: wykorzystanie nanotechnologii w nowoczesnych materiałach – NanoMat oraz Biotechnologie i zaawansowane technologie medyczne – BioMed. Łączna wartość tych trzech przedsięwzięć to ponad 852 mln zł, z czego 710 mln zł pochodziło ze środków unijnych oraz budżetu państwa. Teren i kompleks dawnego ośrodka otrzymał nazwę Kampus Pracze.
W 2017 r., WCB EIT+ zostało nieodpłatnie przekazane Skarbowi Państwa. Wynikało to przede wszystkim z faktu, że właściciele spółki (władze miasta Wrocławia oraz pięć wrocławskich uczelni – Województwo Dolnośląskie przekazało swoje udziały Gminie Wrocław w 2012 roku) nie były zdolne do ponoszenia bardzo wysokich kosztów utrzymania rozległej i nowoczesnej infrastruktury naukowo-badawczej, a podejmowane działania nie gwarantowały jej długoterminowego rozwoju. Problem ten pogłębiały napięcia między właścicielami oraz nieprawidłowości, do jakich doszło podczas realizacji wielosetmilionowej inwestycji. Nieprawidłowości te skutkowały między innymi aktami oskarżenia wobec niektórych pracowników i członków zarządów spółki oraz ryzykiem zwrotu części środków otrzymanych z funduszy publicznych. Przejęcie spółki przez Skarb Państwa miało przede wszystkim na celu uratowanie zaawansowanej infrastruktury badawczej zbudowanej kosztem setek milionów złotych przed dekapitalizacją i niewykorzystaniem, rozwiązanie problemów i naprawę błędów popełnionych przy budowaniu jednostki, oraz zapewnienie jej rozwoju i stabilnego funkcjonowania w ramach długofalowej strategii. W 2018 r. spółka WCB EIT+ zmieniła nazwę na PORT Polski Ośrodek Rozwoju Technologii Sp. z o.o.
1 kwietnia 2019 r. spółkę PORT Polski Ośrodek Rozwoju Technologii przekształcono w Instytut Sieci, powołany do życia Ustawą z dnia 21 lutego 2019 r. o Sieci Badawczej Łukasiewicz. Instytut otrzymał pełną nazwę: Sieć Badawcza Łukasiewicz – PORT Polski Ośrodek Rozwoju Technologii (skrót: ŁUKASIEWICZ – PORT). Zakończyło to proces przekształcania jednostki oraz tworzenia podstaw jej stabilnego funkcjonowania. Wspólnie z pozostałymi instytutami PORT współtworzy sieć, której celem jest wzmacnianie ich działalności naukowej i ułatwianie współpracy świata polskiej nauki z biznesem.